# Zona economică liberă Bălți
Zona economică liberă „Bălți” (abreviat ZEL Bălți) a fost lansată în 26 mai 2010 și reprezintă a șaptea zonă economică liberă din Republica Moldova. În primul semestru al anului 2017, volumul total (de la fondare) al investițiilor în ZEL a constituit 111,3 de milioane de dolari SUA.
ZEL „Bălți” contribuie esențial la realizarea următoarelor sarcini: atragerea investițiilor străine majore; sporirea potențialului de export al RM cu produse competitive; dezvoltarea infrastructurii existente și crearea unei infrastructuri industriale de transport și comunale noi; crearea unui număr mare de noi locuri de muncă și perfecționarea cadrelor existente; ameliorarea situației social-economice în municipiul Bălți .
La fel ca celelalte zone, zona liberă de la Bălți beneficiază de un set de facilități, prevăzut de legea cadru privind zonele antreprenoriale libere, de Codul Vamal și de cel Fiscal .

În 2010 erau înregistrați 7 rezidenți: ÎCS „Klampfer Building Services” SRL, „Magic V.S.” SRL, ÎCS „Unger Steel” SRL – toate specilizate în construcții; „Nica-R” SRL – activează în domeniul servicilor de alimentație publică; ÎCS Societatea „Administrarea imobiliară” SRL și Claritate SA – prestează sevicii de arendă . Cel mai mare este compania Draexlmaier, care are circa 1300 de angajați și fabrică diverse cabluri pentru gigantul automobilistic german BMW. Doar 10 la sută dintre angajați sunt din localitate, restul fiind aduși cu transportul companiei din satele și raioanele învecinate . 
Activitatea ZEL este orientată spre producerea utilajelor constructoare de mașini, a componentelor și a altor produse cu valoare adăugată înaltă; realizarea producției finite pe piața externă; utilizarea capacităților de producție existente și a infrastructurii municipale. Un rol deosebit va fi rezervat industriei constructoare de mașini . Zona va include două teritorii cu o suprafață totală de 11,8 ha și are acces la calea ferată și la drumurile de importanță națională și internațională, precum și la Aeroportul Internațional Liber Mărculești , la 30 km.

Inițial ZEL „Bălți” cuprindea două subzone cu suprafețe de 1,5 ha și, respectiv, 10,35 ha în care activează ÎCS “Draexlmaier Automotive“ SRL. La sfârșitul anului 2010 a fost creată subzona nr.3 pentru a spori potențialul investițional disponibil atât al zonei libere, cât și al municipiului Bălți în ansamblu. Dintre cei 136,4 ha, doar 110 ha sunt destinați pentru crearea noii subzone. Pe teritoriul în afara zonei libere, 26,49 ha, Administrația ZEL Bălți va construi o parcare, un centru expozițional și comercial, un hotel etc. Totodată, pe teritoriul transmis se planifică crearea unor parcuri industriale și a centrelor business .